# V440 Большого Пса
V440 Большого Пса (лат. V440 Canis Majoris) — двойная затменная переменная звезда типа W Большой Медведицы (EW) в созвездии Большого Пса на расстоянии приблизительно 1447 световых лет (около 444 парсеков) от Солнца. Видимая звёздная величина звезды — от +13,35m до +12,55m. Орбитальный период — около 0,3559 суток (8,5417 часов).